# Liste der denkmalgeschützten Objekte in Sinabelkirchen
Die Liste der denkmalgeschützten Objekte in Sinabelkirchen enthält die 5 denkmalgeschützten, unbeweglichen Objekte der Gemeinde Sinabelkirchen im steirischen Bezirk Weiz.

## Denkmäler
| Foto |                 | Denkmal                                                                             | Standort                                                     | Beschreibung | Metadaten |
| ---- | --------------- | ----------------------------------------------------------------------------------- | ------------------------------------------------------------ | --- | --- |
| ja   | Datei hochladen | Kath. Filialkirche hl. Oswald und Ummauerung HERIS-ID: 51079 Objekt-ID: 56645       | Gnies 143 Standort KG: Gnieß                                 | Die Kirche steht erhöht etwas oberhalb des Ortes. Vom spätgotischen Bau sind noch die Mauern bis zur Höhe der Fenster erhalten. In der 2. Hälfte des 17. Jahrhunderts erfolgte ein barocker Umbau. Um 1740 wurde nördlich und südlich je eine Kapelle angebaut. | BDA-Hist.: Q38043628 Status: § 2a Stand der BDA-Liste: 2025-06-30 Name: Kath. Filialkirche hl. Oswald und Ummauerung GstNr.: .20 Filialkirche Gnies |
| ja   | Datei hochladen | Bauernhaus, Sog. Hammerschmiedhaus mit Arkadengang HERIS-ID: 43617 Objekt-ID: 44254 | Sinabelkirchen 8 Standort KG: Sinabelkirchen                 | | BDA-Hist.: Q38004292 Status: Bescheid Stand der BDA-Liste: 2025-06-30 Name: Bauernhaus, Sog. Hammerschmiedhaus mit Arkadengang GstNr.: 397/1        |
| ja   | Datei hochladen | Kath. Pfarrkirche hl. Bartholomäus HERIS-ID: 51802 Objekt-ID: 57594                 | Standort KG: Sinabelkirchen                                  | Die Pfarrkirche wurde 1690 auf gotischer Grundlage neu erbaut und im 2. Viertel des 18. Jahrhunderts erweitert und neu gewölbt. Sie weist eine einfach gegliederte Westfront, ein dreijochiges Langhaus und einen etwas erhöhten Chor auf. Um die Mitte des 18. Jahrhunderts wurde eine ausladende Orgelempore errichtet. Hochaltar und Kanzel wurden bei der letzten Gesamtrestaurierung entfernt. | BDA-Hist.: Q20569151 Status: § 2a Stand der BDA-Liste: 2025-06-30 Name: Kath. Pfarrkirche hl. Bartholomäus GstNr.: .23 Pfarrkirche Sinabelkirchen   |
| ja   | Datei hochladen | Kapelle HERIS-ID: 84039 Objekt-ID: 98101                                            | Sinabelkirchen 1 (Pfarrhof), bei Standort KG: Sinabelkirchen | Die barocke Kapelle vor der Kirche stammt aus dem Ende des 17. Jahrhunderts. Sie enthält düstere Fresken von Johann Scheucher aus dem Jahr 1962. | BDA-Hist.: Q38182034 Status: § 2a Stand der BDA-Liste: 2025-06-30 Name: Kapelle GstNr.: .23                                                         |
| ja   | Datei hochladen | Kriegerdenkmal HERIS-ID: 84040 Objekt-ID: 98102                                     | Sinabelkirchen 1 (Pfarrhof), bei Standort KG: Sinabelkirchen | | BDA-Hist.: Q38182041 Status: § 2a Stand der BDA-Liste: 2025-06-30 Name: Kriegerdenkmal GstNr.: 389/1                                                |